# Kardašovova škála

Grafické znázornění tří stupňů Kardašovovy škály

Kardašovova škála je stupnice, kterou navrhl v 60. letech 20. století sovětský a ruský astronom Nikolaj Semjonovič Kardašov pod zaujetím z tří až čtyř procentního nárůstu světové spotřeby energie. Kardašovova stupnice pojednává o úrovni rozvoje dané civilizace. Je používaná především ve vědeckofantastické tvorbě. Dále je využívána SETI a futurologii, protože její rozměr je nejlépe aplikovatelný pro civilizace velmi vyspělé. Každá z civilizací se může zařadit do tří typů; hlavním měřítkem je množství energie, které je schopná využít. Mezi jednotlivými stupni toto množství exponenciálně narůstá. Získaná energie je spotřebována různými procesy, mezi kterými jsou hlavní různé druhy komunikace. Nicméně je nutné podotknout, že metoda nebyla prokázána a důkazy jsou neznámé, mezi první pokusy o číselné vyjádření počtu civilizací v galaxii je Drakeova rovnice.

## Základní škála (tři kategorie)
Civilizace typu I: (planetární civilizace) dokáže využívat a hospodařit s veškerými zdroji své domovské planety. Využívá veškerou energii získávanou od nejbližší hvězdy na povrchu dané domovské planety . Ovládla mechanismy obnovitelných zdrojů a s nimi spojeny opakující se přírodní cykly. Například v systému Země–Slunce je předpokládaná hodnota energie dopadající na povrch Země blízko 7×1017 W což je přibližně o pět řádů vyšší množství než je v současnosti získáváno (odhad přibližně 4×1012 W). Astronom Guillermo A. Lemarchand prohlásil, že tato úroveň se blíží současné pozemské civilizaci s využíváním energetického rozměru ekvivalentního slunečnímu záření dopadající na Zemi v rozmezí 1016 až 1017 wattů.
Civilizace typu II: (hvězdná civilizace) dokáže využívat veškerou energii získávanou od nejbližší hvězdy, jak na povrchu všech planet dané soustavy, tak i v prostředí kosmu v rozmezí dané hvězdné soustavy (nejznámějším hypotetickým konceptem je Dysonova sféra, zařízení schopné v celku obklopit celou hvězdu a úspěšně přenést získávanou energii k určené planetě, či kosmické lodi. Lemarchand prohlásil tento typ za civilizaci schopnou využívat a přenášet veškerou radiaci vycházející z nejbližší hvězdy. Množství využívané energie by bylo přirovnatelné k jasu Slunce, kolem 4×1033 erg/sec (4×1026 W).
Civilizace typu III: (galaktická civilizace) dokáže kontrolovat a hospodařit s energií v rámci celé domovské galaxie. Dle Lemarchanda by se jednalo o civilizaci hospodařící s výstupy přirovnatelnými k vyzařované energii celé galaxie kolem 4×1044 erg/sec (4×1037 W)
Podstata škály je jen hypotetická a považuje spotřebu energie v rámci velkých čísel kosmu. Byla navržena v roce 1964. Různé rozšíření této škály byly od té doby navrhnuty, včetně širšího rozmezí úrovní typů civilizací (typ 0, typ IV, typ V) a použití jiných měřítek od rozmezí využívání energie a s tím spojeným technologickým rozvojem, jeden z nejstarších pozůstatků o využívání techniky připomínající počítače je mechanismus z Antikythéry. Dále by s tím souvisela i úroveň vyspělosti v oborech zemědělství, zdravotnictví, letectví, informačních technologií, průmysl, ale také politika, filosofie.

## Jednotlivé stupně
| Stupeň/typ (či mezistupeň/mezityp pro porovnání) | Ekvivalentní civilizace                                           | Množství využité energie |
| ------------------------------------------------ | ----------------------------------------------------------------- | ------------------------ |
| 0,25                                             | Římská říše                                                       | 108 W                    |
| 0,5                                              | Svět v době průmyslové revoluce                                   | 1011 W                   |
| 0,73                                             | Současný svět                                                     | 1013 W                   |
| 1                                                | Civilizace schopná využít veškeré zdroje své domovské planety     | 4·1016 W                 |
| 2                                                | Civilizace schopná využít veškeré zdroje své domovské hvězdy      | 4·1026 W                 |
| 3                                                | Civilizace schopná využít veškeré zdroje své domovské galaxie     | 4·1037 W                 |
| 4                                                | Teoretická - Civilizace schopná využit veškeré zdroje ve vesmíru. | > 4·1037 W               |

## Vývoj způsobů získávání energie
Metody civilizace typu I:
- Ve velké míře je bezpečným způsobem užívána energie fúze. Dle vztahu rovnosti hmotnost-energie, typ I implikuje konverzi 2 kg hmoty na energii za sekundu. Uvolnění stejného množství energie by bylo teoreticky možné dosáhnout fúzí přibližně 280 kg vodíku na hélium za sekundu, přibližná míra rovná 8,9×109 kg za rok. Jeden kubický km vody obsahuje asi 1011 kg vodíku, oceány na Zemi obsahují asi 1,3×109 krychlových km vody, což znamená, že lidé na Zemi mohou udržovat tuto míru spotřeby po dlouhodobé rozmezí geologických časových rozsahů, alespoň pokud jde o dostupný vodík.
- Klíčovým zásahem do produkce energie na stupnici několik veličin nad naši současnou úroveň technologií by byla Antihmota. Při kolizích antihmoty s hmotou se celá zbytková hmota částic přemění na energii záření. Energie uvolněná na hmotnost (hustota kumulované energie) je přibližně o čtyři řády větší než u jaderného štěpení a asi o dva řády větší než nejlepší výtěžek z fúze. Řízená reakce 1 kg antihmoty s 1 kg normální hmoty by vyprodukovala 1,8×1017 J (180 PJ) energie. I když je antihmota někdy navrhována jako vhodný zdroj energie, zdá se její řízená reakce neproveditelná. Umělé vytváření antihmoty za současného modelu zákonů fyziky nejdříve vyžaduje změnit energii v hmotu, z které neuniká žádnou formou energie. Uměle vytvořená antihmota je použitelná pouze jako prostředek pro dočasné uložení energie, ale nelze ji považovat za stálý zdroj energie. Jedině že by se situace zlepšila přes budoucí technologický vývoj (na rozdíl od zachování čísla baryonu, jako je CP narušení ve prospěch antihmoty), umožňující konverzi obyčejné hmoty na antihmotu. Teoreticky budou pro lidstvo v budoucnu možné způsoby kultivovat a sklízet zdroje určitého množství přirozeně se vyskytující antihmoty.
- Obnovitelná energie získávaná z konverze slunečního záření na elektrické napětí, přes fotovoltaické články a koncentrace solární energie nebo nepřímo prostřednictvím větrné a vodní elektrárny. Není známý způsob, jakým by civilizace na Zemi mohla dosáhnout ekvivalentu absorbované solární energie Země celkové povrchu planety, než pokrytí povrchu stavbami a konstrukcemi na zachytávání záření (až do stavu ekumenopolis). Jediným dalším způsobem je z orbity Země. To není dosažitelné za současného stavu technologií. Blížil by se tomu případ vytvoření velmi velké kosmické stanice s účelem využití solární energie. Úroveň civilizace typu I by byla dosažitelná tak, že by stanice obíhající planetu měnily světlo na mikrovlnné záření a to přenášely na kolektory na Zemi.

Metody civilizace typu II:
- Civilizace typu II by mohla užívat stejné techniky aplikované civilizací typu I, ale rozeseté na velkém počtu planet a ve velkém počtu planetárních systémů. Znamená to, že by znala kolonie na jiných planetách v jiných hvězdných systémech.
- Dysonova sféra, či také Dysonův roj a podobné konstrukce, jsou hypoteticky originální megastruktury popsané Freemanem Dysonem. Systém solárně napájených satelitů za účelem kompletního obepnutí hvězdy a zachycení převážného množství vyzařované energie (další stavby jsou orbitální výtah, prstencové světy, Matrioshka brain, Alderson disk).
- Možná více exotickým způsobem generování využitelné energie by bylo přidávat hvězdě hmotnost a nechat ji zhroutit do stavu černé díry, následně sklízet fotony emitované vzniklým akrečním diskem. Méně exotické by bylo jen zachytávat fotony z již unikajícího akrečního disku, čímž se snižuje moment hybnosti černé díry, tento mechanismus je známý jako Penrosův proces (Penrose process).
- Manipulace hvězd je proces, ve kterém by vyspělá civilizace mohla odstranit podstatnou část hmoty hvězdy řízeným způsobem pro jiné účely. Takovéto zásahy do obsahu samotné hvězdy by ji posouvaly v jejím vývoji.
- Pravděpodobně je antihmota tvořena jako vedlejší produkt z řady inženýrských pokusů staveb megastruktur (jako je výše uvedená manipulace hvězd), a proto by mohly být procesy opakovány. Civilizace typu II by dokázala přenášet energii na ohromné vzdálenosti, a to souvisí i se způsoby komunikace a přenášení informací.
- Ve vícehvězdných systémech, získávání energie významného zlomku výstupu každé jednotlivé hvězdy.

Metody civilizace typu III:
- Civilizace typu III by mohla užívat stejné techniky aplikované civilizací typu II, ale rozšířené na všechny možné hvězdy v jedné, nebo individuálně i více galaxií.
- Tento typ civilizace by již plně ovládal manipulaci s černými dírami a byl by schopen se napojit na energii vyzařovaných fotonů z obřích černých děr pohlcujících hvězdy, které jsou předpokládané v centrech galaxií. Dokázali by již plně naplnit potenciál gravitační sily na takové úrovni, že by mohli generovat energii konvergující z gravitačních vln. Tato civilizace by byla teoreticky schopna stavět stavby v prostředí kosmu jako Dysonovu sféru těsně nad oblastí horizontu událostí rotující černé díry, manipulace s černými dírami by byla možná, opět ovlivňující s tím spojené děje.[8][9] Také by s tím zvládala cestování po galaxii bez větších problémů, předpokládané jsou technologie umožňující teleportaci, telekinezi, telepatii.
- Jestli existují hypotetické bílé díry, teoreticky by mohly produkovat velké množství energie s možností sklízet energii vyzářenou směrem ven. Nicméně bílé díry jsou jen hypotetické a měly by dle současných modelů vést do jiného vesmíru.
- Zachytávání energie výtrysků gama paprsků je další teoretický zdroj energie pro vysoce technologicky vyspělou civilizaci.
- Jestliže jsou shromažďovatelné, tak emise z kvasarů mohou být snadno téměř srovnávány s emisemi malých aktivních galaxií a mohly by sloužit jako masivní zdroj energie. Tato civilizace dokáže získávat energii ze zdrojů raného období vesmíru.

## Současná pozice Země na Kardašovově škále
V současné době lidé na Zemi nedosáhli přiřazení na Kardašovově škále na úrovni typu civilizace 1.
Fyzik a futurista Michio Kaku odhaduje, že lidé by mohli dosáhnout statutu planetární civilizace do 100 až 200 let, na úroveň civilizace typu II by se Země mohla dostat do několika tisíc let, součástí civilizace typu III by se Země, dle jeho odhadů mohla stát do sto tisíc let až do jednoho milionu let. V rozhovoru s ním nazvaném Zničí lidstvo samo sebe? přes internetový portál Big Think řeší možná nebezpečí a výzvy přechodu na planetární civilizaci (typu I). 
Carl Sagan navrhl definovat mezilehlé hodnoty (nezačleněné původně do Kardašovovy škály) přes interpolace a explorace hodnoty dané nad pro typ I (1016 W), typ II (1026 W), a typ III (1036 W), které by byly vsazeny do rovnice:
{\displaystyle K={\frac {\log _{10}P-6}{10}}}

## Rozšíření modelu
Bylo navrhnuto mnoho rozšíření hypotetických civilizací a modifikací ke Kardašovově škále.
- Typy 0, IV a V Kardašovovy škály:

nejbližší přímé navázaní na původní škálu přidáním hypotetického typu civilizací IV. typu, která se dokáže zásobit a využívat tak ohromné množství energie, že dokáže ovládat celý vesmír. Hypotetická je vědeckofantastická domněnka, že by taková civilizace dokázala vytvořit velmi dokonalou simulaci celého vesmíru. Dalším je V. typ, který by dokázal vytvořit a udržovat síť propojení mezi souborem více vesmírů. Rozšíření obsahuje i civilizaci typu 0, která je ještě těsně před vstupem do Kardašovovy škály. Celkový výstup energie viditelného vesmíru je v rozsahu kolem 1045 W. Taková vše obklopující civilizace překračuje hranice spekulací založené na současném vědeckém poznání a nemusí být možná.
- Zoltán Galántai argumentoval, že taková civilizace by nemohla být detekována, protože by její aktivity byly nerozeznatelné od fungování základních přírodních zákonů (nebylo by nic k čemu je přirovnat).
- V knize Paralelní vesmíry se Michio Kaku[13][14] zaměřil na existenci mezigalaktické civilizace IV. typu, která by dokázala získávat extragalaktickou energii ze zdrojů temné energie. Tato civilizace by znala kolonie na jiných planetách v jiných hvězdných systémech v jiných galaxiích. Odkazuje zde na Nikolu Teslu a teoretické využívání formy energie prostupující časoprostor jako celek, způsobující inflaci. Nicméně se jedná pouze o hypotetické teorie.

- Alternativní měřítka v Kardašovově škále:

Jiní navrhovali změnu v užívání měřítka například za úspěšnou schopnost ovládání systémů, v rozsahu používaných informací, nebo také v pokroku využívání velmi malých rozměrů v současném pochopení fungování i těch větších fyzikálních systémů.
- Planetární uvědomění ovládání (Robert Zubrin):

Byla navrhnuta jiná měřítka než výstup a užívání čisté energie. Jedno z nich je ovládání a rozšíření po planetách, galaxiích spíše než braní v úvahu samotnou energii. S tím je spojená dovednost civilizací vytvářet inženýrské stavby v astronomickém rozsahu a také terraformovat planety a přizpůsobovat přírodní okolí přítomnosti potřeb dané civilizace.
- Informační uvědomění ovládání (Carl Sagan):

Alternativně navrhl Carl Sagan další úpravu škály přidáním k míře užívání energie také možnosti a úroveň přístupu ke kolekci informací, skladování informací, přenášení informací dané civilizace.
- Přiřadil písmeno A reprezentující 106 jedinečných bitů informací (méně než jakákoliv zaznamenaná lidská kultura) a každé následující písmeno reprezentuje řád v rozsahu zvýšení, takže úroveň Z civilizace by byla s přístupem k 1031 bitů informací. V této klasifikaci Země z roku 1973 je 0,7 H civilizací s přístupem k 1013 bitů informací.
- Sagan hypoteticky uvažoval, že žádná civilizace ještě nedosáhla úrovně Z, domníval se, že tak ohromné množství informací by přesahovalo všechny přítomné druhy ETI v místní nadkupě galaxií a z pozorování, že vesmír není dostatečně starý na rozšíření informací efektivně po velkých vzdálenostech.
- Osy vývoje informační a energetických zařízení nejsou striktně vzájemně závislé, takže i civilizace Z by nemusela být III typem civilizace v Kardašovově škále.

- Mikrodimenzionální uvědomění ovládání (John Barrow):

Lidské společenství našlo cenově nejefektivnější a technologicky pokrokové rozšiřování znalostí v schopnostech ovládání manipulovat s prostředím ve velmi malých dimenzích a rozměrech. Pro pozorování velmi malých rozměrů se používá obdoba světelných mikroskopů a těmi jsou elektronové mikroskopy. Spíše více než na úrovni velkých systémů, rozvoj těchto technologií se neustále stupňuje a tato klasifikace je obrazně směrována do mikroskopických rozměrů a ještě dále od typu I-minus po typ Omega-minus:
- Typ I-minus dokáže manipulovat s objekty s měřítkem přesahujícím velikost jejich samých, dokáže stavět velké budovy, dolovat zdroje a rozlamovat struktury pevných objektů a látek.
- Typ II-minus dokáže manipulovat s geny a dokáže pozměňovat a provádět inženýrské úkony k vývoji živých organismů. Jsou to zásahy do živých organismů jako je transplantace orgánů a čtení a umělé modifikace jejich genetického kódu i genetických kódů jim známých druhů zvířat s tím spojené dovednosti šifrování informací.
- Typ III-minus je schopen manipulovat s molekulami a vazbami uvnitř molekul, vytvářet nové materiály.
- Typ IV-minus je schopen manipulovat s jednotlivými atomy, produkovat nanotechnologie v rozmezí atomů a vytvářet komplexní formy umělé inteligence a robotických napodobenin života téméř k nerozeznání od původního života.
- Typ V-minus je schopen manipulovat s jádry atomů provádět inženýrské úkony s jednotlivými nukleony.
- Typ VI-minus dokáže manipulovat s většinou elementárních částic hmoty (kvarky a leptony) na vytvoření organizované komplexity mezi populacemi těchto částic, plné pochopení fungování ovládání intermediálních částic, kulminující v typu Omega-minus.
- Typ Omega-minus je schopen manipulace fundamentální struktury časoprostoru, dokáže ovládat s tím veškeré spojené mechanismy.

V rámci této škály je civilizace na Zemi s širokými znalostmi v odvětvích chemie a biologie, biochemie již přes úroveň typu III-minus, typ IV-minus, (který má široké praktické fyzikální využití) byl pozorován v rozvoji nanotechnologií, genetického inženýrství, vědě o materiálech a polovodičích. Zatímco typ V-minus je svědkem rozvoje ve fyzikálních teoriích pole a jaderné fyziky. Typ VI-minus má předběžný výzkum v oblasti částicové fyziky s vytvářením velkých urychlovačů částic jako je například Velký hadronový urychlovač.
- Rozsah civilizace v časoprostoru (Robert Zubrin):

Robert Zubrin rozšířil a adaptoval Kardašovovu škálu na odkaz, jak rozšířená civilizace ve vesmíru je, spíše než na její využití energie.
- V jeho definici je civilizace typu I rozšířená po celé původní planetě.
- Typ II se rozšířil vytvořením mnoha kolonií v jeho původním hvězdném systému, za předpokladu, že původní systém čítal více planet.
- Typ III se rozšířil a kolonizoval většinu galaxie. Jednotlivé planety spadají pod tento typ civilizace, i přes to že nejsou z původní hvězdné soustavy.

## Kritika
Dle astronoma Carla Sagana se Země nachází ve škále na úrovni integrace na úroveň civilizace typu I. Bylo argumentováno, že z důvodu nedostatečných znalostí nedokážeme prozatím porozumět technologicky vyspělejším civilizacím (ETI), a proto nedokážeme předpovídat jejich chování. Proto Kardašovova škála nemusí být podstatná či praktická pro klasifikaci extraterestrických civilizací. Tento argument je blíže rozveden v knize Evolving the Alien: The Science of Extraterrestrial Life.
Kardašov také vypočítal zhruba orientačně časy, kdy by se mohla lidská civilizace zařadit do typu I (2200), typu 2 (5200) a typu 3 (17800). Vzhledem k obtížnostem mezihvězdného cestování však je možné, že nebude typ 3 dosažitelný ve zmíněné době; pokud nebude možné vyvinout nadsvětelný pohon, tak se dosažení tohoto stupně protáhne až na milióny let. Možnost okliky pro civilizace třetího typu by bylo využívaní technologie tzv. "cestování skrz červí díry - Einstein–Rosenův most“ , kdy by tato metoda i byla potřeba pro tento typ civilizace na rozšíření do nové galaxie, mezi galaxiemi jsou ohromné vzdálenosti například od Mléčné dráhy ke galaxii v Andromedě to má být kolem 2 537 000 světelných let. Vůbec se ve vesmíru objevují často velké prázdné úseky mezi kupami a nadkupami galaxií, kde se dle předpokladů nevyskytuje žádná hmota, nazývané právě prázdnoty. Galaxie Mléčná dráha spolu s dalšími galaxiemi má spadat pod místní skupinu galaxií.

## Přepočet spotřeby energie podle Kardašovovy škály v 20. a 21. století
| Rok  | Výroba energie   | Výroba energie | Hodnocení podle stupňů Kadarašovy škály |
| Rok  | [exajouly / rok] | [terrawaty]    | Hodnocení podle stupňů Kadarašovy škály |
| ---- | ---------------- | -------------- | --------------------------------------- |
| 1900 | 21               | 0,67           | 0,58                                    |
| 1970 | 190              | 6,0            | 0,67                                    |
| 1973 | 260              | 8,2            | 0,69                                    |
| 1985 | 290              | 9,2            | 0,69                                    |
| 1989 | 320              | 10             | 0,70                                    |
| 1993 | 340              | 11             | 0,70                                    |
| 1995 | 360              | 12             | 0,70                                    |
| 2000 | 420              | 13             | 0,71                                    |
| 2001 | 420              | 13             | 0,71                                    |
| 2002 | 430              | 14             | 0,71                                    |
| 2004 | 440              | 14             | 0,71                                    |
| 2010 | 510              | 16             | 0,72                                    |
| 2030 | 680              | 22             | 0,73 (předpoklad)                       |